# Maxi Rodríguez
Maximiliano Rubén Rodríguez (Rosario, Argentina, 2 de enero de 1981), también conocido como Maxi Rodríguez es un exfutbolista argentino. Jugaba como mediocampista o extremo. Su último club fue Club Atlético Newell's Old Boys.

## Trayectoria

### Newell´s
Hizo divisiones inferiores en el club, debutó en la Primera División argentina en ese mismo club, del cual es hincha. Fue el 14 de noviembre de 1999 empatando 1-1 con Colón de Santa Fe. En el club rosarino jugó tres temporadas a un gran nivel y fue de los más destacados. En el 2000 tuvo un pequeño paso por Talleres de Córdoba, equipo en el que nunca jugó tras un conflicto con el presidente.

### Espanyol
En 2002 Rodríguez se mudó a la Liga Española con el Real Club Deportivo Espanyol, su debut en la liga se produjo el 2 de septiembre en la derrota 0-2 ante el Real Madrid. Jugó 37 partidos en todas las campañas con los catalanes, anotó 15 goles en su última temporada, incluyendo el gol n.º 2.000 del club en la liga.

### Atlético Madrid
Al inicio de la temporada 2005-06, Rodríguez se mudó al Club Atlético de Madrid por un precio de transferencia de € 5.000.000, donde continuó registrando cifras consistentes. En su segundo año sufrió, junto a su compañero de equipo (y extremo) Martin Petrov, una grave lesión de rodilla (ligamento cruzado anterior), que lo limitó a sólo 10 partidos.
El 10 de noviembre de 2009, Rodríguez convirtió cuatro goles ante el Marbella en el partido de vuelta de la Copa del Rey, en la ronda de los 32, en una eventual victoria en casa por 6-0 (8-0 global). Tras la marcha de Fernando Torres al Liverpool en 2007, fue elegido como el nuevo capitán del equipo; aun así no formó parte de la UEFA Europa League 2009-10, conquistada por los colchoneros.

### Liverpool

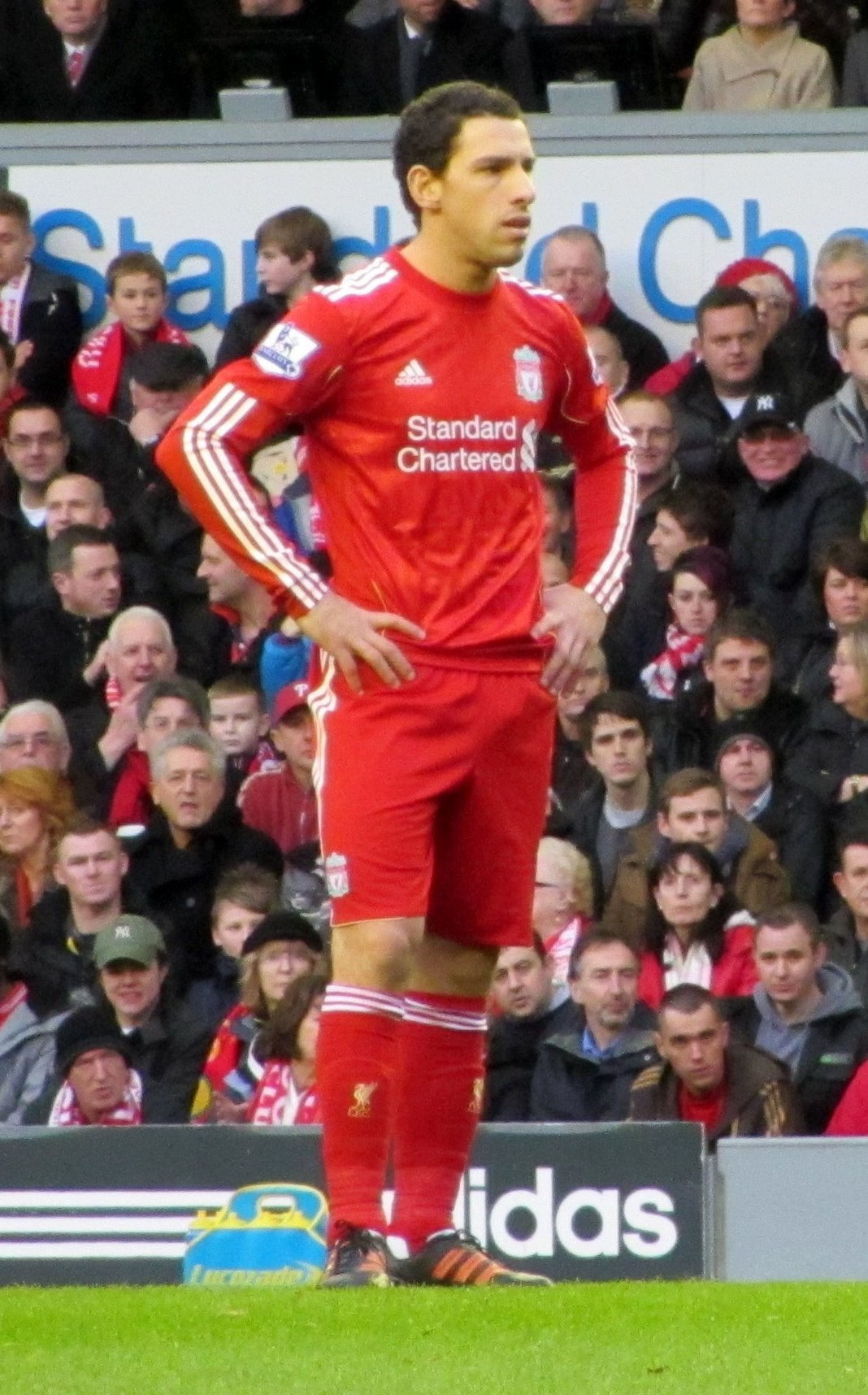
Maximiliano Rodríguez jugando para el Liverpool en 2011.

El 13 de enero de 2010, Rodríguez completó una transferencia libre al Liverpool, firmando un contrato de tres años y medio de duración. Rafael Benítez le describió como "cómodo con el balón, puede pasar y mantener la posesión. Es bueno entrando al área para marcar goles y es un buen rematador". En Liverpool, se le dio la camiseta número 17. 
Hizo su debut para el club ingresando en el segundo tiempo en un partido de la Premier League contra el Stoke City en la fecha 16, su primer partido completo sería una semana y media más tarde, visitando a Wolverhampton Wanderers, partido que terminaría 0 a 0.
En sus primeros partidos con el Liverpool Rodríguez dio 2 asistencias de gol, ambas para su excompañero de equipo Fernando Torres. Marcó su primer gol para el club en la victoria por 4 a 0 sobre el Burnley en Turf Moor, el 25 de abril de 2010, jugando los 90 minutos.
En 2010-11 fue una buena temporada individual para Rodríguez, quien anotó 10 goles en la liga para los Rojos, incluyendo dos 'hat-tricks', contra el Birmingham City (5-0 en casa) y el Fulham (5-2 en Craven Cottage). En este último marcó dos goles en los primeros 7 minutos –uno apenas a los 32 segundos– y completó su actuación con un disparo de 23 metros.
El 8 de julio de 2011, Rodríguez cambió su camiseta al número 11, y marcó dos goles en un amistoso de pretemporada con Malasia, el cual terminó 6-3 a favor de Liverpool. 
El 24 de agosto, fue titular en Copa por primera vez, en el partido contra Exeter City, y anotó el segundo en una eventual victoria por 3-1 como visitante.
El 20 de noviembre de 2011, Rodríguez anotó ante el Chelsea después de una combinación con su compañero Craig Bellamy, el Liverpool ganó 2-1 en Stamford Bridge. Nueve días más tarde, contra el mismo rival, en el mismo estadio y otra vez con un pase decisivo del galés, anotó un gol para el 2-0 final por la Copa de la Liga, que luego se encargarían de ganar.
El 26 de diciembre de 2011, Rodríguez anotó apenas su segundo gol de la temporada en la liga, en el empate 1-1 en Anfield ante el Blackburn Rovers. Anotó sus últimos dos contra el mismo adversario, el 10 de abril de 2012 en la victoria 3-2.

### Regreso a Newell's

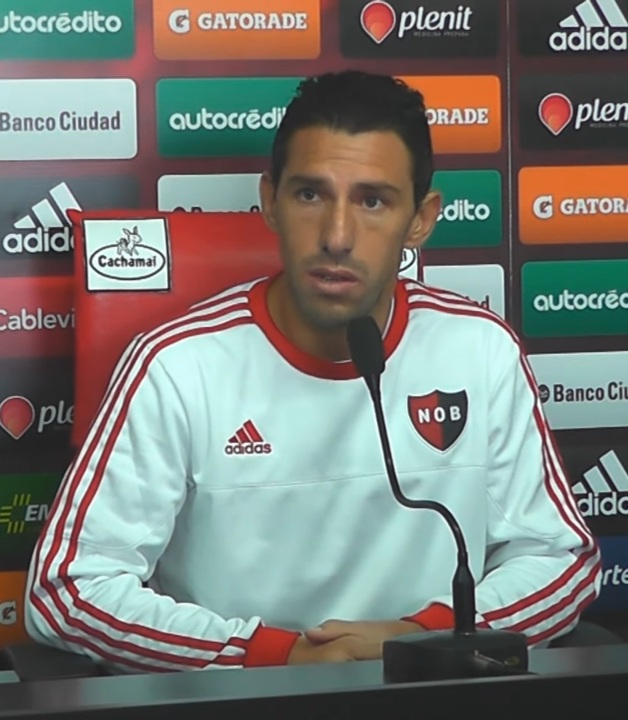
Maxi Rodríguez en Newell's Old Boys en 2016.

En la temporada 2011-12 el Club Atlético Newell's Old Boys transitaba uno de los peores momentos de su historia, con campañas sumamente paupérrimas y luchando por no perder la categoría. Maxi Rodríguez, anoticiado de esto debido a su fanatismo por el club rosarino no dudó en rescindir su vínculo con el Liverpool (todavía le restaba 1 año más de contrato) e inmediatamente volver al club que lo vio nacer para ayudarlo en este difícil momento. Así, a mediados del año 2012, Maxi Rodríguez hizo oficial su regreso al club del Parque Independencia. Junto a él volvieron otros futbolistas de renombre mundial como Ignacio Scocco y Gabriel Heinze, esto sumado a los refuerzos y la conducción técnica de otro hombre de la casa que volvió para dar su ayuda, Gerardo Martino, no sólo lograron sacar al equipo de este durísimo momento, sino que además lograron consagrarse campeones del Torneo Final 2013 con demostraciones de un fútbol elegante y magistral como hacía mucho no se veía en la Argentina, además de haber alcanzado en el plano internacional las semifinales de la Copa Libertadores de América de ese mismo año.
En seguida, Maxi se alzó como uno de los máximos referentes del club y alcanzó el quinto puesto de los máximos goleadores en la historia del Club Atlético Newell's Old Boys con 76.
A mediados de 2017, por diferencias insalvables con la cuestionada dirigencia de la institución, entre lágrimas, en rueda de prensa anunció su desvinculación del club que lo vio nacer como profesional y del cual es hincha fanático.

### Peñarol
Llega a Peñarol en julio de 2017 para jugar el Torneo Clausura 2017. 
Su debut se produjo el 20 de agosto, marcando un gol frente a El Tanque Sisley en un contundente 4 a 0. Con Peñarol ganó el Torneo Clausura 2017 y el Campeonato Uruguayo 2017 donde marcó 6 goles. 
Además, el 26 de enero de 2018 logró ganar la Supercopa Uruguaya derrotando a Nacional por 3 a 1, donde anotó un gol, convirtiéndose en uno de los jugadores más queridos por los aficionados. 
En el 2018 las glorias siguieron, se coronó campeón del Torneo Clausura 2018 y del Campeonato Uruguayo 2018, siendo así bicampeón Uruguayo. 
En su estadía en Peñarol no perdió ningún clásico oficial ante Nacional.

### Tercera etapa en Newell's
El 27 de diciembre de 2018 se hizo oficial su regreso a Newell's Old Boys, iniciando así su tercera etapa en el club.
El 27 de enero de 2019, en su partido de vuelta a Newell's como local, marco un golazo para su equipo en el empate 1 a 1 con Boca Juniors. Y ya cuando se creía que se retiraría a sus 39 años de edad, hizo una renovación con Newell's Old Boys hasta el 30 de junio del 2021.
El 23 de noviembre del 2020, Maxi convierte un gol en la igualdad 1-1 frente a Talleres de Córdoba, dicho gol fue el N°89 con la camiseta de Newell's igualando a Alfredo Obberti como el 3.er goleador histórico del club.
El 19 de diciembre de 2020 anota el primer gol de la goleada 3-0 frente a Godoy Cruz igualando a Santiago Santamaría con 90 goles, consagrándose así, como el 2.º goleador histórico de Newell's. Se retiró del fútbol profesional el 6 de diciembre de 2021 disputando su último partido frente a Banfield, en la jornada número 24 del torneo de primera división del fútbol argentino.
Tras su retiro del fútbol profesional, Maxi jugó junto a su amigo y excompañero Ignacio Scocco en el Hughes Foot-Ball Club de la Liga Venadense de Fútbol, una liga de carácter regional.
El 24 de junio de 2023 tiene su merecido homenaje en el estadio del club Newell’s Old Boys. Para dicha ocasión le componen, como agradecimiento, una canción que refleja su vida futbolística. 

## Selección nacional

### Selección Sub-20
Antes de debutar en la selección mayor, participó con la selección Sub-20 en el Mundial Sub-20 de 2001 que se jugó entre el 17 de junio y el 8 de julio en Argentina. Se consagró campeón del torneo donde jugó todos los partidos (7) y marcó 4 goles. Como dato curioso, convirtió el primer gol del campeonato en el partido inaugural con su selección, pero además marcó el último gol del torneo en la final.
En total en las divisiones juveniles disputó 14 partidos con 4 goles.

### Selección mayor
Desde el 8 de junio de 2003 hasta el 1 de febrero de 2016, Maximiliano Rodríguez fue internacional con Argentina en 54 partidos, convirtió 15 goles y otorgó 7 asistencias.

#### Era Bielsa (2003-2004)
Su debut con la selección mayor no podría haber sido mejor, ya que metió un gol (aunque lo contaron como gol en contra del arquero). Fue en uno de los amistosos de las selecciones argentinas de Bielsa post-Mundial 2002, repletas de juveniles convocados por Bielsa para hacer el recambio generacional después del fracaso del Mundial y que tendrían gran preponderancia en los hitos de la Albiceleste en la siguiente década. El partido fue contra Japón en Osaka por la Copa Kirin, en una victoria de la Albiceleste por 4-1. Rodríguez ingresó a los 75 minutos por Santiago Solari y apenas 7 minutos después metió un gol, un fuerte remate desde afuera del área que rebotó en el arquero japonés y fue contabilizado como gol en contra de este. Tres días después se produjo su segunda presentación con la mayor, en un amistoso en Seúl contra Corea del Sur donde Argentina le ganó al local por 1-0.
El 21 de julio de 2004 quedó marginado de la lista para afrontar los Juegos Olímpicos de Atenas 2004 donde quedó como uno de los cuatro reservas junto a Gonzalo Rodríguez, Leandro Fernández y Oscar Ustari.
El 18 de agosto de 2004 se dio su tercera participación, en un amistoso en Shizuoka y nuevamente contra Japón, la Albiceleste venció al local por 2-1.

#### Era Pekerman (2004-2006)
Su primer partido por los puntos fue el 9 de octubre de 2004 por las eliminatorias para el Mundial 2006 contra Uruguay, con una victoria por 4-2. En 2005 formó parte del plantel argentino que salió subcampeón de la Copa Confederaciones. En la victoria 2-1 contra Túnez dio su primera asistencia con la selección, y en el empate 1-1 contra México dio otra asistencia. Ambos fueron los únicos dos partidos que jugó en la copa.
En su primer partido posterior a la Confederaciones logró anotar su primer gol convalidado exitosamente, el 17 de agosto de 2005 en un amistoso contra Hungría. Este partido fue además el del debut con la selección mayor de Lionel Messi. El 11 de noviembre de 2005 dio una asistencia en la derrota 3-2 contra Inglaterra en Ginebra. Luego, en el partido despedida de la selección antes de partir al Mundial 2006, metió otro gol en la victoria 2-0 contra Angola en Salerno el 30 de mayo de 2006.
En el Mundial de Alemania 2006 marcó 3 goles en 5 partidos jugados. Tras su debut mundialista contra Costa de Marfil el 10 de junio de 2006, marcó su primer gol seis días más tarde, el primer tanto de la goleada de Argentina ante Serbia y Montenegro por 6 a 0, en el que también marcó un segundo gol. Este sería su primer doblete en la selección. Luego anotaría su tercer gol en la victoria por 2 a 1 ante México en octavos de final, siendo elegido el jugador del partido por la FIFA. Ese gol, marcado en tiempo suplementario, fue además elegido como el mejor de la competición, según una votación oficial hecha mediante internet entre los aficionados. En los cuartos de final contra Alemania, habiendo terminado el encuentro igualado con un gol para cada equipo, le tocó ser uno de los encargados de la definición por penales, convirtiendo su tanto. Sin embargo, Argentina terminó eliminada luego de que el arquero Jens Lehmann atajara los penales de Roberto Ayala y Esteban Cambiasso. Luego, Maxi Rodríguez fue sancionado por la FIFA con dos partidos por una agresión contra el jugador alemán Bastian Schweinsteiger tras la finalización del encuentro, cuando este celebraba la clasificación a semifinales.

#### Era Basile (2006-2008)
Participó de uno de los primeros partidos posteriores al Mundial 2006, un amistoso en Murcia contra España que fue derrota contra el local por 2-1. En 2007 fue convocado por Alfio Basile para jugar la Copa América 2007, pero una lesión lo dejó afuera de la lista.
Anotó otro gol en el primer partido posterior a la Copa América, un amistoso en Oslo contra Noruega el 22 de agosto, sin embargo Argentina cayó contra el local por 2-1. Dio una asistencia en la victoria en El Cairo 2-0 contra el local, Egipto, un amistoso del 26 de marzo de 2008. Nuevamente tuvo una participación estelar al meter un gol y dar una asistencia en la goleada 4-1 a México en Illinois, el 4 de junio del mismo año.

#### Era Maradona (2008-2010)
En el debut de Diego Maradona como director técnico de la selección argentina en un amistoso contra Escocia, en Glasgow el 19 de noviembre de 2008, marcó el único gol del encuentro para la victoria albiceleste. El 28 de marzo de 2009 metió un gol en la goleada 4-0 contra Venezuela por las eliminatorias para el Mundial 2010. Tras una dura eliminatoria sudamericana, Argentina se clasificó a la Copa Mundial de Fútbol de 2010 disputada en Sudáfrica.
En un amistoso el 14 de noviembre de 2009 contra España en Madrid (que fue derrota 2-1 contra el local) dio una asistencia. En el partido despedida antes de partir al mundial, el 24 de mayo frente a Canadá que fue goleada por 5-0, marcó un doblete, su segundo con la selección.
Ya en dicha competencia, Maxi Rodríguez jugó los cinco encuentros de su seleccionado, sin anotar goles. Argentina fue eliminada nuevamente en cuartos de final del torneo, y frente a la misma selección del mundial anterior, Alemania, sólo que en esta edición no fue desde el punto penal sino por un abultado resultado (4-0).

#### Era Batista (2010-2011)
Maxi Rodríguez no tuvo participación en la era del Checho Batista, quien prescindió de sus servicios. Estuvo en el banco (pero no entró) en el primer partido de la conducción, amistoso en Dublín el 11 de agosto de 2010 contra Irlanda con victoria contra el local 1-0. Luego no fue convocado en los sucesivos cotejos durante el ciclo, aun teniendo en cuenta los numerosos amistosos que hubo en la era del "Checho". Además se dio la coincidencia que durante mayo y junio de 2011 estuvo afuera de las canchas por un desgarro en el músculo abductor.

#### Era Sabella (2011-2014)
Los primeros partidos de Alejandro Sabella al frente de la Albiceleste por las eliminatorias para el Mundial 2014 fueron realmente duros: victoria de local 4-1 a Chile pero seguida de una derrota 1-0 de visitante contra Venezuela (la primera en la historia) y empate de local 1-1 contra Bolivia. En ninguno de esos partidos Maxi Rodríguez había sido convocado.
No obstante, a partir del siguiente partido de eliminatorias, una victoria 2-1 de visitante contra Colombia en el calor húmedo de Barranquilla que finalmente Sabella logró el despegue. Aquella selección, que a la postre saldría primera en las eliminatorias y lograría llegar a la final del Mundial, dominó completamente la escena futbolística entre 2011 y 2014. Esta selección contaba en sus filas con superestrellas de jerarquía mundial de mitad de cancha adelante, atacando con los delanteros Sergio Agüero, Lionel Messi, Ángel Di María y Gonzalo Higuaín, Los 4 Fantásticos, dispuestos en un moderno esquema de los años 2010: un 4-2-3-1. Con este esquema Alejandro Sabella le daba libertad absoluta a sus cuatro delanteros.
Durante la era sabellista se produjo el progresivo alejamiento de Maxi con la selección que finalmente lo llevaría a su retiro de la misma. Sabella lo convocaba, pero su idea principal era el 4-2-3-1 con un mediocampo compuesto por Javier Mascherano y Fernando Gago de doble 5. No había lugar para un mediocampista más, porque Los 4 Fantásticos eran intocables: después de todo, el equipo se había construido alrededor de ellos, durante aquel partido épico al calor de Barranquilla. Por tal motivo Maxi Rodríguez alternó presentaciones y ausencias en partidos de eliminatoria y amistosos durante la era sabellista.
Sobre el final de la carrera por las eliminatorias, Maxi se consolidó como titular: el 11 de septiembre de 2013 contra Paraguay se produjo en Asunción una gran goleada contra el local por 5-2, donde uno de los goles fue de Maxi. Viendo que la selección de Los 4 Fantásticos acababa de conseguir clasificarse con tres fechas de anticipación con esta goleada, Sabella decidió poner formaciones llenas de suplentes para lo que quedaba de eliminatorias, así es que Rodríguez participó de la victoria 3-1 contra Perú el 12 de octubre de ese mismo año y 4 días después se ganó por primera vez la cinta de capitán, en el partido contra Uruguay en Montevideo donde la selección cayó 3-2 contra la selección uruguaya. En este partido, Rodríguez fue el autor de los dos goles argentinos, convirtiendo así su tercer y último doblete con la selección.
Continuó presentándose en los amistosos post-eliminatorias y pre-mundial, el 19 de noviembre de 2013 dio una asistencia en la victoria 2-0 contra Bosnia y Herzegovina, un amistoso en Saint Louis. El 2 de junio de 2014, 10 días antes del comienzo de la Copa Mundial de 2014, se confirmó su presencia entre los 23 jugadores en representar a Argentina. Se presentó en los partidos amistosos de despedida de la selección antes de partir al mundial, el 5 y 7 de junio de 2014 contra Trinidad y Tobago y Eslovenia, respectivamente, y en el primero metió un gol para lo que fue una goleada por 3-0.
En la Copa Mundial 2014 formó parte del seleccionado que terminaría subcampeón. Rodríguez participó del partido debut de la selección en la copa, una victoria con nerviosismo por 2-1 contra Bosnia y Herzegovina. En aquel partido Sabella presentó un esquema defensivo 5-3-2 que sólo reservaba para partidos de visitante y en condiciones desventajosas como los jugados en la altura contra Ecuador y Bolivia, y en este esquema Maxi se situaba como mediocampista derecho. Sin embargo, tras un primer tiempo insatisfactorio, Sabella metió mano en el entretiempo: sacó un defensor y puso a Fernando Gago, y sacó a Maxi Rodríguez para poner a Gonzalo Higuaín. El equipo emblema de Los 4 Fantásticos que arrasó en las eliminatorias volvió a juntarse, y Argentina consiguió la victoria. Después del debut vio el resto de los partidos desde el banco, aunque en las semifinales contra Holanda, cuando iban 101 minutos ingresó en un cambio por Ezequiel Lavezzi, ubicándose como mediocampista izquierdo. Sin saberlo, este iba a ser el partido de despedida de Maxi Rodríguez con la selección. El alargue continuó hasta el final trabado con el 0-0 y finalmente llegaron los penales, donde Sergio Romero atajó dos penales. Maxi Rodríguez fue el autor del penal decisivo, que metió disparando fuerte y hacia arriba en el lado izquierdo, haciendo que Argentina se clasificara a la final contra Alemania. Sin embargo, vio la final desde el banco, dando por finalizada su última campaña mundialista con la selección.

#### Era Martino (2014-2016)
Después de la partida de Alejandro Sabella de la selección, asumió Gerardo Martino como DT de la Albiceleste. Convocó a Maxi Rodríguez para el primer partido después del mundial, un amistoso el 3 de septiembre de 2014 en Düsseldorf contra Alemania donde Argentina venció al local por 4-2 con Ángel Di María, ausente en la final del Mundial, como gran figura del partido. Sin embargo, Rodríguez lo vio desde el banco.
Idéntica situación sucedió con otros 2 amistosos, el 28 de marzo y 1 de abril de 2015 contra El Salvador y Ecuador respectivamente. No fue convocado para los partidos de la Copa América 2015 ni de las eliminatorias para el Mundial 2018. Finalmente, la carrera de Maxi Rodríguez con la selección argentina se dio por terminada el 1 de febrero de 2016, cuando en declaraciones con el portal deportivo Canchallena anunció su retiro de la selección, aduciendo falta de oportunidades:

-¿Creés que ya no vas a jugar en la selección argentina?

-Es duro... no tuve oportunidades en esta etapa... Hoy ya lo tengo un poquito más superado... Me hubiese gustado que el Tata me llamara y me dijera: "Mirá Maxi, no vas a estar en la Copa América". Lo podía entender, pero nunca recibí esa llamada y fue lo que más me molestó de él. A veces tengo la ilusión de ir una vez más y hacer un último partido, pero creo que ya está, yo mismo cerré la persiana. Pero estoy tranquilo, mi despedida fue en el Mundial de Brasil.

### Participaciones en torneos Internacionales
| Torneo                   | Sede      | Resultado | Partidos | Goles |
| ------------------------ | --------- | --------- | -------- | ----- |
| Copa Mundial Sub-20 2001 | Argentina | Campeón   | 7        | 4     |

| Torneo                    | Sede      | Resultado        | Partidos | Goles |
| ------------------------- | --------- | ---------------- | -------- | ----- |
| Copa Confederaciones 2005 | Alemania  | Subcampeón       | 2        | 0     |
| Copa Mundial 2006         | Alemania  | Cuartos de final | 5        | 3     |
| Copa Mundial 2010         | Sudáfrica | Cuartos de final | 5        | 0     |
| Copa Mundial 2014         | Brasil    | Subcampeón       | 2        | 0     |
| Total                     | Total     | Total            | 14       | 3     |

### Participaciones en Eliminatorias
| Eliminatorias          | Resultado              | Partidos | Goles | Prom. |
| ---------------------- | ---------------------- | -------- | ----- | ----- |
| Eliminatoria 2006      | Clasificado            | 3        | 0     | 0,00  |
| Eliminatoria 2010      | Clasificado            | 8        | 1     | 0,12  |
| Eliminatoria 2014      | Clasificado            | 6        | 3     | 0,5   |
| Total en Eliminatorias | Total en Eliminatorias | 17       | 4     | 0,23  |

#### Goles internacionales
| #  | Fecha                    | Lugar                          | Rival               | Goles | Resultado | Competición                      |
| -- | ------------------------ | ------------------------------ | ------------------- | ----- | --------- | -------------------------------- |
| 1  | 29 de diciembre de 2004  | Camp Nou, Barcelona            | Cataluña            | 2 - 0 | 3 - 0     | Amistoso no oficial              |
| 2  | 17 de agosto de 2005     | Ferenc Puskás, Budapest        | Hungría             | 1 - 0 | 2 - 1     | Amistoso                         |
| 3  | 30 de mayo de 2006       | Estadio Arechi, Salerno        | Angola              | 1 - 0 | 2 - 0     | Amistoso                         |
| 4  | 16 de junio de 2006      | Veltins-Arena, Gelsenkirchen   | Serbia y Montenegro | 1 - 0 | 6 - 0     | Copa del Mundo 2006              |
| 5  | 16 de junio de 2006      | Veltins-Arena, Gelsenkirchen   | Serbia y Montenegro | 3 - 0 | 6 - 0     | Copa del Mundo 2006              |
| 6  | 24 de junio de 2006      | Zentralstadion, Leipzig        | México              | 2 - 1 | 2 - 1     | Copa del Mundo 2006              |
| 7  | 22 de agosto de 2007     | Ullevaal Stadion, Oslo         | Noruega             | 1 - 2 | 1 - 2     | Amistoso                         |
| 8  | 4 de junio de 2008       | Qualcomm Stadium, San Diego    | México              | 3 - 0 | 4 - 1     | Amistoso                         |
| 9  | 19 de noviembre de 2008  | Hampden Park, Glasgow          | Escocia             | 1 - 0 | 1 - 0     | Amistoso                         |
| 10 | 28 de marzo de 2009      | Monumental, Buenos Aires       | Venezuela           | 3 - 0 | 4 - 0     | Eliminatorias sudamericanas 2010 |
| 11 | 24 de mayo de 2010       | Monumental, Buenos Aires       | Canadá              | 1 - 0 | 5 - 0     | Amistoso                         |
| 12 | 24 de mayo de 2010       | Monumental, Buenos Aires       | Canadá              | 2 - 0 | 5 - 0     | Amistoso                         |
| 13 | 10 de septiembre de 2013 | Defensores del Chaco, Asunción | Paraguay            | 5 - 2 | 5 - 2     | Eliminatorias sudamericanas 2014 |
| 14 | 15 de octubre de 2013    | Centenario, Montevideo         | Uruguay             | 1 - 1 | 2 - 3     | Eliminatorias sudamericanas 2014 |
| 15 | 15 de octubre de 2013    | Centenario, Montevideo         | Uruguay             | 2 - 2 | 2 - 3     | Eliminatorias sudamericanas 2014 |
| 16 | 4 de junio de 2014       | Monumental, Buenos Aires       | Trinidad y Tobago   | 3 - 0 | 3 - 0     | Amistoso                         |

## Estadísticas

### En clubes
| Club                        | Div                 | Temporada           | Liga  | Liga  | Liga   | Copas nacionales(1) | Copas nacionales(1) | Copas nacionales(1) | Torneos internacionales(2) | Torneos internacionales(2) | Torneos internacionales(2) | Total | Total | Total  | Media goleadora(3) |
| Club                        | Div                 | Temporada           | Part. | Goles | Asist. | Part.               | Goles               | Asist.              | Part.                      | Goles                      | Asist.                     | Part. | Goles | Asist. | Media goleadora(3) |
| --------------------------- | ------------------- | ------------------- | ----- | ----- | ------ | ------------------- | ------------------- | ------------------- | -------------------------- | -------------------------- | -------------------------- | ----- | ----- | ------ | ------------------ |
| Newell's Old Boys Argentina | 1.ª                 |                     |       |       |        |                     |                     |                     |                            |                            |                            |       |       |        |                    |
| Newell's Old Boys Argentina | 1.ª                 | 1999-00             | 6     | 0     | 0      | —                   | —                   | —                   | —                          | —                          | —                          | 6     | 0     | 0      | 0,00               |
| Newell's Old Boys Argentina | 1.ª                 | 2000-01             | 18    | 5     | 1      | —                   | —                   | —                   | —                          | —                          | —                          | 18    | 5     | 1      | 0.28               |
| Newell's Old Boys Argentina | 1.ª                 | 2001-02             | 33    | 15    | 5      | —                   | —                   | —                   | —                          | —                          | —                          | 33    | 15    | 5      | 0.45               |
| Newell's Old Boys Argentina | Total 1.ª etapa     | Total 1.ª etapa     | 57    | 20    | 6      | 0                   | 0                   | 0                   | 0                          | 0                          | 0                          | 57    | 20    | 6      | 0.35               |
| RCD Espanyol · España       |                     |                     |       |       |        |                     |                     |                     |                            |                            |                            |       |       |        |                    |
| 1.ª                         |                     |                     |       |       |        |                     |                     |                     |                            |                            |                            |       |       |        |                    |
| 2002-03                     | 37                  | 7                   | 3     | —     | —      | —                   | —                   | —                   | —                          | 37                         | 7                          | 3     | 0.19  |        |                    |
| 2003-04                     | 37                  | 4                   | 3     | —     | —      | —                   | —                   | —                   | —                          | 37                         | 4                          | 3     | 0.11  |        |                    |
| 2004-05                     | 37                  | 15                  | 4     | —     | —      | —                   | —                   | —                   | —                          | 37                         | 15                         | 4     | 0.41  |        |                    |
| Total club                  | Total club          | 111                 | 26    | 10    | 0      | 0                   | 0                   | 0                   | 0                          | 0                          | 111                        | 26    | 10    | 0.23   |                    |
| Atlético de Madrid · España |                     |                     |       |       |        |                     |                     |                     |                            |                            |                            |       |       |        |                    |
| 1.ª                         |                     |                     |       |       |        |                     |                     |                     |                            |                            |                            |       |       |        |                    |
| 2005-06                     | 29                  | 10                  | 4     | 3     | 0      | 0                   | —                   | —                   | —                          | 32                         | 10                         | 4     | 0.31  |        |                    |
| 2006-07                     | 10                  | 6                   | 2     | —     | —      | —                   | —                   | —                   | —                          | 10                         | 6                          | 2     | 0,60  |        |                    |
| 2007-08                     | 35                  | 8                   | 6     | 3     | 0      | 0                   | 10                  | 2                   | 1                          | 48                         | 10                         | 7     | 0.21  |        |                    |
| 2008-09                     | 33                  | 6                   | 6     | 2     | 0      | 0                   | 8                   | 4                   | 1                          | 43                         | 10                         | 7     | 0.23  |        |                    |
| 2009                        | 14                  | 2                   | 0     | 2     | 5      | 0                   | 8                   | 1                   | 0                          | 24                         | 8                          | 0     | 0.33  |        |                    |
| Total club                  | Total club          | 121                 | 32    | 18    | 10     | 5                   | 0                   | 26                  | 7                          | 2                          | 157                        | 44    | 20    | 0.23   |                    |
| Liverpool FC Inglaterra     |                     |                     |       |       |        |                     |                     |                     |                            |                            |                            |       |       |        |                    |
| 1.ª                         |                     |                     |       |       |        |                     |                     |                     |                            |                            |                            |       |       |        |                    |
| 2010                        | 17                  | 1                   | 3     | —     | —      | —                   | —                   | —                   | —                          | 17                         | 1                          | 3     | 0.06  |        |                    |
| 2010-11                     | 28                  | 10                  | 1     | 1     | 0      | 0                   | 6                   | 0                   | 0                          | 35                         | 10                         | 1     | 0.29  |        |                    |
| 2011-12                     | 12                  | 4                   | 1     | 9     | 2      | 2                   | —                   | —                   | —                          | 21                         | 6                          | 3     | 0.29  |        |                    |
| Total club                  | Total club          | 57                  | 15    | 5     | 10     | 2                   | 2                   | 6                   | 0                          | 0                          | 73                         | 17    | 7     | 0.23   |                    |
| Newell's Old Boys Argentina |                     |                     |       |       |        |                     |                     |                     |                            |                            |                            |       |       |        |                    |
| 1.ª                         |                     |                     |       |       |        |                     |                     |                     |                            |                            |                            |       |       |        |                    |
| 2012-13                     | 27                  | 5                   | 2     | 1     | 0      | 0                   | 11                  | 3                   | 1                          | 39                         | 8                          | 3     | 0.21  |        |                    |
| 2013-14                     | 22                  | 9                   | 4     | —     | —      | —                   | 5                   | 2                   | 0                          | 27                         | 11                         | 4     | 0.41  |        |                    |
| 2014                        | 17                  | 11                  | 3     | —     | —      | —                   | —                   | —                   | —                          | 17                         | 11                         | 3     | 0.65  |        |                    |
| 2015                        | 28                  | 10                  | 3     | 1     | 0      | 0                   | —                   | —                   | —                          | 29                         | 10                         | 3     | 0.34  |        |                    |
| 2016                        | 16                  | 4                   | 0     | 2     | 3      | 0                   | —                   | —                   | —                          | 18                         | 7                          | 0     | 0.39  |        |                    |
| 2016-17                     | 26                  | 9                   | 2     | —     | —      | —                   | —                   | —                   | —                          | 26                         | 9                          | 2     | 0.35  |        |                    |
| Total 2.ª etapa             | Total 2.ª etapa     | 136                 | 48    | 14    | 4      | 3                   | 0                   | 16                  | 5                          | 1                          | 156                        | 56    | 15    | 0.36   |                    |
| CA Peñarol · Uruguay        |                     |                     |       |       |        |                     |                     |                     |                            |                            |                            |       |       |        |                    |
| 1.ª                         | 2017                | 15                  | 6     | 2     | —      | —                   | —                   | —                   | —                          | —                          | 15                         | 6     | 2     | 0,40   |                    |
| 1.ª                         | 2018                | 28                  | 8     | 2     | 1      | 1                   | 0                   | 5                   | 0                          | 1                          | 34                         | 9     | 3     | 0.26   |                    |
| Total club                  | Total club          | 43                  | 14    | 4     | 1      | 1                   | 0                   | 5                   | 0                          | 1                          | 49                         | 15    | 5     | 0.31   |                    |
| Newell's Old Boys Argentina |                     |                     |       |       |        |                     |                     |                     |                            |                            |                            |       |       |        |                    |
| 1.ª                         |                     |                     |       |       |        |                     |                     |                     |                            |                            |                            |       |       |        |                    |
| 2019                        | 7                   | 3                   | 2     | 3     | 2      | 0                   | —                   | —                   | —                          | 10                         | 5                          | 2     | 0,50  |        |                    |
| 2019-20                     | 23                  | 6                   | 1     | 1     | 0      | 0                   | —                   | —                   | —                          | 24                         | 6                          | 1     | 0,25  |        |                    |
| 2020-21                     | —                   | —                   | —     | 12    | 3      | 3                   | —                   | —                   | —                          | 12                         | 3                          | 3     | 0,25  |        |                    |
| 2021                        | 8                   | 1                   | 0     | 13    | 2      | 2                   | 3                   | 1                   | 0                          | 24                         | 4                          | 2     | 0.17  |        |                    |
| Total 3.ª etapa             | Total 3.ª etapa     | 38                  | 10    | 3     | 29     | 7                   | 5                   | 3                   | 1                          | 0                          | 70                         | 18    | 8     | 0.26   |                    |
| Total club                  | Total club          | 231                 | 78    | 23    | 33     | 10                  | 5                   | 19                  | 6                          | 1                          | 283                        | 94    | 29    | 0.33   |                    |
| Total en su carrera         | Total en su carrera | Total en su carrera | 563   | 165   | 59     | 54                  | 18                  | 7                   | 56                         | 13                         | 4                          | 673   | 196   | 71     | 0.29               |

### Selecciones
| Selección | Año           | Amistosos | Amistosos | Amistosos | Sudamérica(1) | Sudamérica(1) | Sudamérica(1) | Mundial(2) | Mundial(2) | Mundial(2) | Total | Total | Total  | Media goleadora |
| Selección | Año           | Part.     | Goles     | Asist.    | Part.         | Goles         | Asist.        | Part.      | Goles      | Asist.     | Part. | Goles | Asist. | Media goleadora |
| --- | ------------- | --------- | --------- | --------- | ------------- | ------------- | ------------- | ---------- | ---------- | ---------- | ----- | ----- | ------ | --------------- |
| Sub-20 Argentina | 2001          | —         | —         | —         | —             | —             | —             | 6          | 4          | 3          | 6     | 4     | 3      | 0.67            |
| Sub-20 Argentina | Total         | 0         | 0         | 0         | 0             | 0             | 0             | 6          | 4          | 3          | 6     | 4     | 3      | 0.67            |
| Sub-21 Argentina | 2000          | 1         | 0         | 0         | —             | —             | —             | —          | —          | —          | 1     | 0     | 0      | 0,00            |
| Sub-21 Argentina | Total         | 1         | 0         | 0         | 0             | 0             | 0             | 0          | 0          | 0          | 1     | 0     | 0      | 0,00            |
| Adulta Argentina | 2003          | 2         | 1         | 0         | —             | —             | —             | —          | —          | —          | 2     | 1     | 0      | 0,50            |
| Adulta Argentina | 2004          | 1         | 0         | 0         | 1             | 0             | 0             | —          | —          | —          | 2     | 0     | 0      | 0,00            |
| Adulta Argentina | 2005          | 4         | 1         | 1         | 2             | 0             | 1             | 2          | 0          | 1          | 8     | 1     | 3      | 0.13            |
| Adulta Argentina | 2006          | 2         | 1         | 0         | —             | —             | —             | 5          | 3          | 0          | 7     | 4     | 0      | 0.57            |
| Adulta Argentina | 2007          | 1         | 1         | 0         | 3             | 0             | 0             | —          | —          | —          | 4     | 1     | 0      | 0,25            |
| Adulta Argentina | 2008          | 4         | 2         | 1         | 1             | 0             | 0             | —          | —          | —          | 5     | 2     | 1      | 0,40            |
| Adulta Argentina | 2009          | 3         | 0         | 1         | 4             | 1             | 0             | —          | —          | —          | 7     | 1     | 1      | 0.14            |
| Adulta Argentina | 2010          | 1         | 2         | 0         | —             | —             | —             | 5          | 0          | 0          | 6     | 2     | 0      | 0.33            |
| Adulta Argentina | 2011          | —         | —         | —         | —             | —             | —             | —          | —          | —          | 0     | 0     | 0      | 0,00            |
| Adulta Argentina | 2012          | 2         | 0         | 0         | 2             | 0             | 0             | —          | —          | —          | 4     | 0     | 0      | 0,00            |
| Adulta Argentina | 2013          | 3         | 0         | 1         | 4             | 3             | 0             | —          | —          | —          | 7     | 3     | 1      | 0.43            |
| Adulta Argentina | 2014          | 3         | 1         | 0         | —             | —             | —             | 2          | 0          | 0          | 5     | 1     | 0      | 0,20            |
| Adulta Argentina | Total         | 26        | 9         | 4         | 17            | 4             | 1             | 14         | 3          | 1          | 57    | 16    | 6      | 0.28            |
| Total carrera | Total carrera | 27        | 9         | 4         | 17            | 4             | 1             | 20         | 7          | 4          | 64    | 20    | 9      | 0.31            |
| (1) Incluye los partidos de la Copa América (1995-99) y Clasificatorias Sudamericanas (1996-01). En caso de la Selección olímpica, incluye datos de los Juegos Panamericanos (1995) y Preolímpico Sudamericano (1996). (2) Incluye los partidos de Copa Mundial de Fútbol (1994-02) y Copa FIFA Confederaciones (1995). En caso de la selección olímpica, incluye datos de los Juegos Olímpicos (1996) |               |           |           |           |               |               |               |            |            |            |       |       |        |                 |

### Hat-tricks
| Partidos en los que anotó tres o más goles | Partidos en los que anotó tres o más goles | Partidos en los que anotó tres o más goles | Partidos en los que anotó tres o más goles | Partidos en los que anotó tres o más goles | Partidos en los que anotó tres o más goles | Partidos en los que anotó tres o más goles |
| N.º                                        | Fecha                                      | Estadio                                    | Partido                                    | Goles                                      | Resultado                                  | Competición                                |
| ------------------------------------------ | ------------------------------------------ | ------------------------------------------ | ------------------------------------------ | ------------------------------------------ | ------------------------------------------ | ------------------------------------------ |
| 1                                          | 19 de agosto de 2001                       | Florencio Sola, Banfield                   | Banfield - Newell's Old Boys               |                                            | 0 - 5                                      | Torneo Apertura 2001                       |
| 2                                          | 12 de septiembre de 2004                   | Manuel Ruiz de Lopera, Sevilla             | Real Betis - Espanyol                      |                                            | 1 - 4                                      | Primera División de España 2004-05         |
| 3                                          | 10 de noviembre de 2009                    | Vicente Calderón, Madrid                   | Atlético de Madrid - Marbella              |                                            | 6 - 0                                      | Copa del Rey 2009-10                       |
| 4                                          | 23 de abril de 2011                        | Anfield, Liverpool                         | Liverpool - Birmingham                     |                                            | 5 - 0                                      | Premier League 2010-11                     |
| 5                                          | 9 de mayo de 2011                          | Craven Cottage, Londres                    | Fulham - Liverpool                         |                                            | 2 - 5                                      | Premier League 2010-11                     |
| 6                                          | 11 de mayo de 2016                         | Eva Perón, Junín                           | Newell's Old Boys - Sansinena              |                                            | 5 - 2                                      | Copa Argentina 2015-16                     |

## Palmarés

### Campeonatos nacionales
| Título              | Club              | Sede       | Año     |
| ------------------- | ----------------- | ---------- | ------- |
| Copa de la Liga     | Liverpool         | Inglaterra | 2011/12 |
| Primera División    | Newell's Old Boys | Argentina  | F-2013  |
| Torneo Clausura     | Peñarol           | Uruguay    | 2017    |
| Campeonato Uruguayo | Peñarol           | Uruguay    | 2017    |
| Supercopa Uruguaya  | Peñarol           | Uruguay    | 2018    |
| Torneo Clausura     | Peñarol           | Uruguay    | 2018    |
| Campeonato Uruguayo | Peñarol           | Uruguay    | 2018    |

### Torneos internacionales
| Título              | Club             | Sede      | Año  |
| ------------------- | ---------------- | --------- | ---- |
| Copa Mundial Sub-20 | Argentina sub-20 | Argentina | 2001 |

### Distinciones individuales
| Distinción                                               | A nivel       | Año     |
| -------------------------------------------------------- | ------------- | ------- |
| Goleador del R. C. D. Espanyol en Liga                   | Institucional | 2004-05 |
| Mejor gol de la Copa Mundial de Fútbol                   | Mundial       | 2006    |
| Máximo goleador de la Copa del Rey                       | Nacional      | 2009    |
| Deportista Distinguido de la ciudad de Rosario           | Municipal     | 2012    |
| Olimpia de Plata al Futbolista Argentino del Año         | Nacional      | 2013    |
| Parte del Equipo Ideal de América                        | Continental   | 2013    |
| Nombrado el 3° mejor jugador de América                  | Continental   | 2013    |
| Goleador del Campeonato de Primera División              | Nacional      | 2014    |
| Jugador Manya del Mes de agosto                          | Institucional | 2017    |
| 2.º goleador histórico de Newells Old Boys               | Institucional | 2020    |
| Premio Konex - Diploma al Mérito: Fútbol en la Argentina | Nacional      | 2020    |